# John Willie

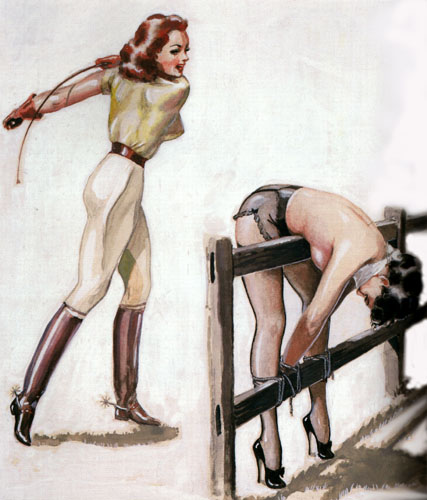
Ilustrace z časopisu Bizarre, 1946-1959

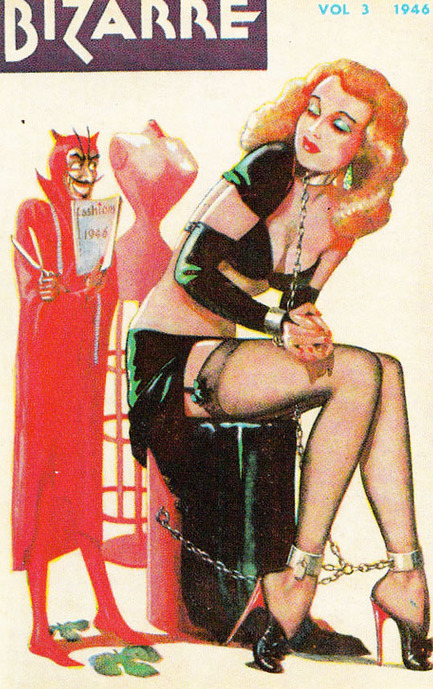
Obálka magazínu Bizarre, 3. vydání, 1946

John Alexander Scott Coutts (9. prosince 1902 – 5. srpna 1962), známý pod pseudonymem John Willie, byl umělec, fotograf, redaktor a vydavatel prvních dvaceti vydání fetišského časopisu Bizarre. Willie je nejznámější díky ilustracím a fantasy komiksům, konkrétně Sweet Gwendoline, představující darebáka Sira Dystic d'Arcyho. Willie se dokázal vyvarovat sporů v cenzuře díky tomu, že pečlivě dbal zákony a používal humor. Ačkoli se distribuoval undergroundovým způsobem, měl časopis Bizarre dalekosáhlý dopad na pozdější publikace inspirované tématem fetiše. V sedmdesátých letech minulého století se jeho popularita začala znovu obnovovat společně s dobře známou modelkou Bettie Page.

## Život a dílo
Narodil se 9. prosince 1902 v Singapuru.
Po přestěhování do australského Brisbane v roce 1926, se stal členem High Heel Clubu, přiznal tak svou lásku k fetiš oblečení a dostal se do komunity lidí milujících boty a dalších fetišistů. Asi v roce 1936 potkal svou druhou ženu Holly Annu Faram, kterou si vzal v roce 1942. Stala se jeho múzou a zároveň modelkou. Z Willieho kreseb a fotografií vyplývá, že jeho vysoká a štíhlá manželka ztotožnila ideální tělesný typ a navíc sympatii k vysokým podpatkům a bondage. Díky členství v High Heel Clubu a přístupu ke kontaktům, mohl Willie začít vyrábět a prodávat své vlastní ilustrace a fotografie. Pracoval na nejrůznějších pracovních pozicích, věnoval se svým koníčkům a nakonec založil firmu na výrobu exotické obuvi, nazvanou "Achilles". V roce 1945 se Willie přestěhoval do Severní Ameriky, zatímco Holly se rozhodla zůstat v Austrálii, kde zemřela v roce 1983 ve věku 70 let. Willie toužil usadit se v New Yorku, ale kvůli imigračním důvodům musel rok zůstat v kanadském Montrealu.
Zemřel na rakovinu 5. srpna 1962 v Anglii.